# Мікрорайон

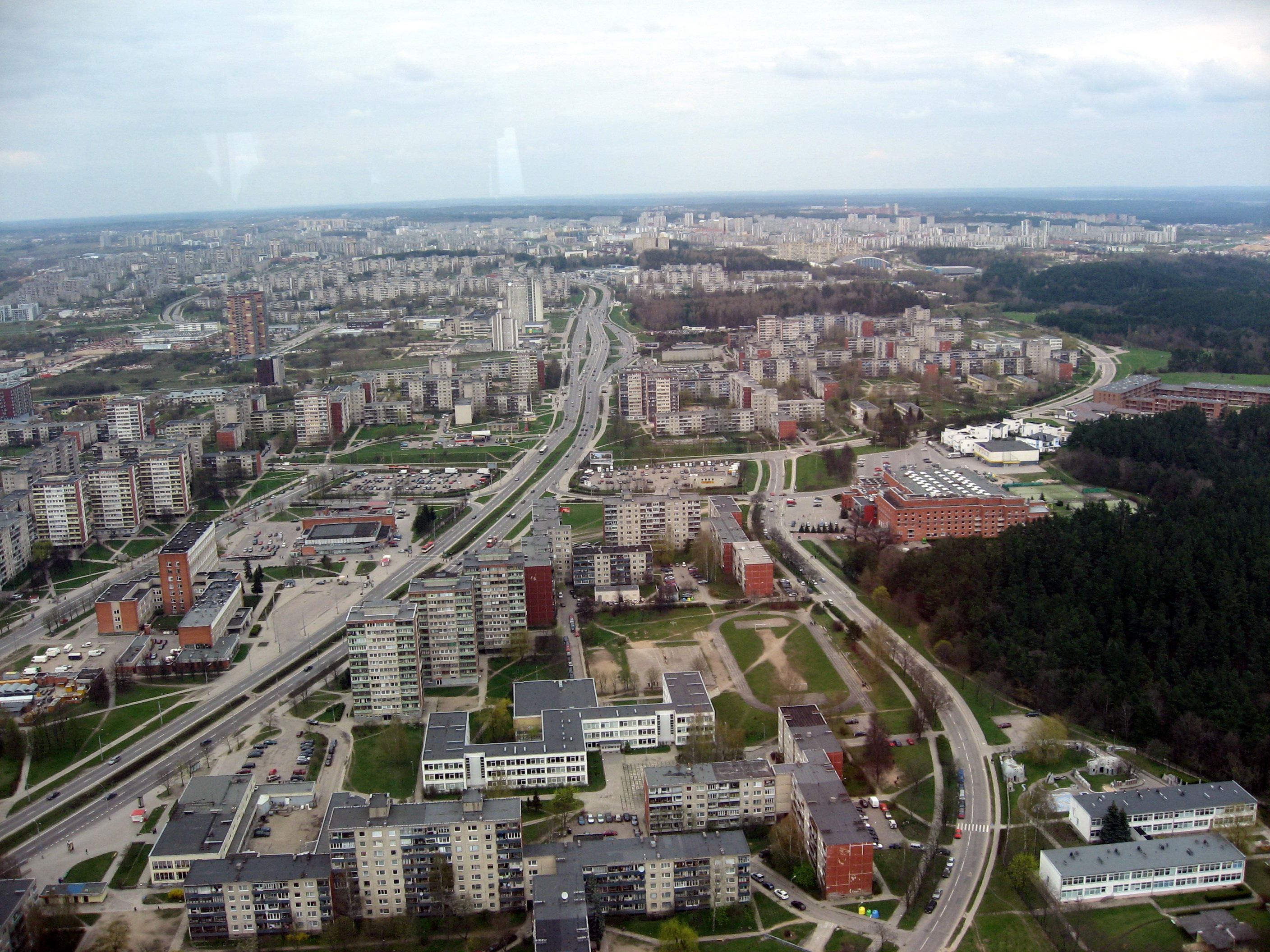
Мікрорайон радянської забудови (на передньому плані) у (Вільнюсі). У центрі — школа, справа — дитсадочок, ліворуч — поліклініка, за нею — торговельний центр

Мікрорайо́н (від мікро і район) — первинна одиниця сучасної житлової забудови. Мікрорайон складається з комплексу житлових будинків і розташованих поблизу них закладів повсякденного культурно-побутового обслуговування населення (дитячі садки і ясла, школи, їдальні, магазини товарів першої необхідності), спортивних майданчиків і садів. Найпослідовніше проведення принципу мікрорайонування можливе переважно при забудові вільних територій.
Мікрорайон поділяється на три типи:
1. маленький (наприклад, Ракове у Хмельницькому)
2. середній (наприклад, Гладківка у Донецьку)
3. великий (наприклад, Троєщина у Києві)